# Glukonát železnatý
Glukonát železnatý je organická sloučenina, železnatá sůl kyseliny glukonové. Prodává se pod obchodními názvy jako jsou Fergon, Ferralet a Simron.

## Použití

### Lékařství
Glukonát železnatý je účinný při léčbě hypochromické anémie. Použití této látky má ve srovnání s ostatními železnatými přípravky za následek lepší odpověď retikulocytů, vysokou využitelnost železa a nárůst úrovně hemoglobinu na normální hodnoty v poměrně krátkém čase.

### Přísada do potravin
Glukonát železnatý se také používá jako přídatná látka při zpracování tmavých oliv. V Evropě se označuje jako E 579. Olivám dodává jednotnou černou barvu a pravidelná konzumace takových oliv může pomoci udržet dostatečnou hladinu ferritinu v krvi.

## Toxicita
Glukonát železnatý je při předávkování toxický. U dětí se mohou objevit příznaky otravy po pozření 10–20 mg elementárního železa na kilogram tělesné hmotnosti. Při dávkách nad 60 mg/kg lze očekávat závažné následky. Železo vyvolává lokální i systémové účinky: poškozuje žaludeční a střevní sliznice, může mít negativní dopad na oběhový systém (dehydratace, nízký krevní tlak, zrychlený a slabý puls, šokový stav), plíce, játra, trávicí soustavu (průjem, nevolnost, zvracení krve), nervovou soustavu (zimnice, křeče, bolesti hlavy, kóma) a kůži (zčervenání, ztráta barvy, namodralé rty a nehty na rukou). Tyto příznaky mohou vymizet za několik hodin, ale také trvat déle než den.